# Yorton
 (août 2024).
Yorton est un village du Shropshire, en Angleterre.